# Kirkkolansaari
Kirkkolansaari är en ö i Finland. Den ligger i sjön Karhujärvi och i kommunen Valtimo i den ekonomiska regionen  Pielinen-Karelen  och landskapet Norra Karelen, i den centrala delen av landet, 400 km nordost om huvudstaden Helsingfors. Öns area är 6,7 hektar och dess största längd är 450 meter i nord-sydlig riktning.